# Бру (Ер и Лоар)
Бру (фр. Brou) насеље је и општина у централној Француској у региону Центар (регион), у департману Ер и Лоар која припада префектури Шатоден.
По подацима из 2011. године у општини је живело 3470 становника, а густина насељености је износила 174,99 становника/km². Општина се простире на површини од 19,83 km². Налази се на средњој надморској висини од 162 метара (максималној 201 m, а минималној 147 m).

## Демографија
| 1962. | 1968. | 1975. | 1982. | 1990. | 1999. | 2011. |
| ----- | ----- | ----- | ----- | ----- | ----- | ----- |
| 3.270 | 3.501 | 3.614 | 3.825 | 3.803 | 3.713 | 3.470 |

График промене броја становника у току последњих година